# Tour de Vendée 2014
Il Tour de Vendée 2014, quarantatreesima edizione della corsa valida come evento del circuito UCI Europe Tour 2014 categoria 1.1 e come ultima prova della Coppa di Francia 2014, si svolse il 7 ottobre 2014 su un percorso totale di 204,3 km. Fu vinta dal francese Armindo Fonseca che giunse al traguardo con il tempo di 4h42'50" alla media di 43,34 km/h.
Al traguardo 75 ciclisti portarono a termine il percorso.

## Squadre e corridori partecipanti
| N.    | Cod. | Squadra                      |
| ----- | ---- | ---------------------------- |
| 1-8   | FDJ  | FDJ.fr                       |
| 11-18 | ALM  | AG2R La Mondiale             |
| 21-28 | BIG  | BigMat-Auber 93              |
| 31-38 | TSV  | Topsport Vlaanderen-Baloise  |
| 41-48 | EUC  | Team Europcar                |
| 51-58 | WGG  | Wanty-Groupe Gobert          |
| 61-68 | COF  | Cofidis, Solutions Credits   |
| 71-78 | BSE  | Bretagne-Séché Environnement |

| N.      | Cod. | Squadra                  |
| ------- | ---- | ------------------------ |
| 81-88   | CJR  | Caja Rural-Seguros RGA   |
| 91-98   | AMO  | Amore & Vita-Selle SMP   |
| 101-108 | VBG  | Team Vorarlberg          |
| 111-118 | CCD  | Team Differdange-Losch   |
| 121-128 | MGK  | MG Kvis-Trevigiani       |
| 131-138 | JTW  | Josan-ToWin Cycling Team |
| 141-148 | LPM  | La Pomme Marseille 13    |
| 151-158 | RLM  | Roubaix-Lille Metropole  |

## Ordine d'arrivo (Top 10)
| Pos. | Corridore          | Squadra      | Tempo    |
| ---- | ------------------ | ------------ | -------- |
| 1    | Armindo Fonseca    | Bretagne     | 4h42'50" |
| 2    | Olivier Le Gac     | FDJ.fr       | a 2"     |
| 3    | Thomas Voeckler    | Europcar     | a 3"     |
| 4    | Marco Minnaard     | Wanty-Gobert | s.t.     |
| 5    | Laurent Pichon     | FDJ.fr       | s.t.     |
| 6    | Jérôme Baugnies    | Wanty-Gobert | s.t.     |
| 7    | Matthieu Ladagnous | FDJ.fr       | s.t.     |
| 8    | Jaŭhen Hutarovič   | AG2R La Mon. | s.t.     |
| 9    | Julien Simon       | Cofidis      | s.t.     |
| 10   | Tony Hurel         | Europcar     | s.t.     |